# Colle di Val d’Elsa
Colle di Val d’Elsa (meist nur Colle oder Colle Val d’Elsa) ist eine Stadt mit 21.668 Einwohnern (Stand 31. Dezember 2024) in der Toskana, Provinz Siena. Sie liegt im Tal der Elsa. Sehenswert ist die Oberstadt Colle Alta, die durch einen Aufzug von der Unterstadt aus zu erreichen ist. Die Stadt war früher berühmt für ihre Buchdruckereien und Glaswaren.

## Geografie

Lage von Colle di Val d’Elsa in der Provinz Siena

Der Ort erstreckt sich über 92 km². Die Gemeinde liegt in der klimatischen Einordnung italienischer Gemeinden in der Zone D, 1 776 GR/G und ist Teil des Erzbistums Siena-Colle di Val d’Elsa-Montalcino. Zu den wichtigsten Gewässern im Gemeindegebiet zählt der namenszusatzgebende Fluss Elsa (13 von 81 km im Ortsgebiet).
Zu den Ortsteilen (Frazioni) gehören Bibbiano (218 m, ca. 40 Einwohner), Borgatello (247 m, ca. 260 Einwohner), Boscona (235 m, ca. 60 Einwohner), Campiglia dei Foci (242 m, ca. 870 Einwohner), Castel San Gimignano (377 m, ca. 150 Einwohner, gehört in Teilen auch zu San Gimignano), Collalto (259 m, ca. 30 Einwohner), Coneo (247 m, ca. 260 Einwohner), Gracciano d’Elsa, Lano (277 m, ca. 50 Einwohner), Mensanello (247 m, ca. 40 Einwohner), Montegabbro (277 m, ca. 15 Einwohner), Onci (204 m, ca. 15 Einwohner), Quartaia (266 m, ca. 440 Einwohner), Sant’Andrea (226 m, ca. 30 Einwohner), Scarna (218 m, ca. 50 Einwohner) und Selvamaggio (225 m, ca. 170 Einwohner). Weitere Örtlichkeiten (località) bzw. Weiler sind Buliciano, Dometaia, Molino d’Aiano, Partena, Paurano und Vico.
Die Nachbargemeinden sind Casole d’Elsa, Monteriggioni, Poggibonsi, San Gimignano und Volterra (PI).

## Geschichte
Erste historische Funde im Gemeindegebiet stammen aus dem 4. Jahrtausend v. Chr. Danach wurde die Gegend von den Etruskern bewohnt, die hauptsächliche Spuren in den Ortsteilen Dometaia und Le Ville hinterließen. Wichtigen Einfluss auf die Geschichte der Stadt hatte die Via Francigena, die an der heute nicht mehr vorhandenen Pieve a Elsa (auch als Pieve d’Elsa bezeichnet, bei Sigerich der Ernste als 17. Reisetag unter Aelsae geführt) im Ortsteil Gracciano entlangführte.
Der heutige Ort entstand um das 10. Jahrhundert und war in die Ortsteile Piano (auch Spugna genannt, heutiges Colle basso) und Castello di Piticciano (heutiges Colle alto, auch nur Castello genannt) unterteilt, später kam noch das sogenannte Stadtdrittel Borgo (Borgo di Santa Caterina) vor den Toren von Colle alto hinzu. Erstmals erwähnt wird die Burg von Piticciano in einem Dokument der Aldobrandeschi vom 8. Oktober 1007. Weitere Erwähnungen findet der Ort in Briefen der Päpste Paschalis II. vom 27. November 1115, von Gelasius II. (27. November 1119), Anastasius IV. (7. Dezember 1153) und Hadrian IV. (16. April 1154). In der nachfolgenden Zeit suchte die Gemeinde Verbündete, die sie in San Gimignano und Semifonte (heute auf dem Gebiet der Gemeinde Barberino Val d’Elsa, 1202 eingenommen und zerstört durch Florenz) fand. Gegenüber standen die Gemeinden aus Poggibonsi und Volterra. Damaliger Hauptort war Gracciano, aber nach den aufkommenden Konflikten zwischen Ghibellinen und Guelfen bzw. Siena und Florenz zogen die meisten der Einwohner in das Castello, das sich bis zum Palazzo Campana vergrößerte und nun unter dem Namen Castelnuovo de’ Franchi geführt wurde. Am 4. September 1260 nahm Colle an der Seite der Guelfen an der Schlacht von Montaperti teil, aus der der Gegner siegreich hervorging. Nach dem Tod Manfreds 1266 wendete sich das Blatt wieder zugunsten der Guelfen, die Siena am 16. und 17. Juni 1269 in der Schlacht von Colle schlagen konnten. 1301 trat Colle in eine Allianz mit Florenz, Lucca, Siena, Prato und San Gimignano ein, um gegen Pistoia anzutreten.
Im 13. Jahrhundert wurden die sogenannten Gore erschaffen, ein künstliches Kanalsystem, das die Wasser der Elsa dem Ort zuführte und sowohl die Ober- als auch die Unterstadt versorgte. Am Anfang des gleichen Jahrhunderts erklärte sich Colle zur freien Kommune, die kommunalen Statuten mit der Einrichtung des Amtes des Capitano del Popolo und der Podestà entstanden 1307. Vom 24. September bis zum 2. November litt die Stadt unter der Belagerung der Truppen aus Siena und des Königreich Neapel, die von Papst Sixtus IV. unterstützt wurden. Die Belagerung fand im Kontext und nach der Pazzi-Verschwörung statt und endete mit der Einnahme von Colle, wobei die Ponte Campana zerstört wurde (später wieder aufgebaut). 1481 kehrte der Ort zu Florenz zurück. Nach dem Fall der Republik Siena 1555 kehrte eine Zeit des Friedens ein. 1592 wurde dem Ort eine eigene Diözese durch Clemens VIII. zugesprochen, die am 30. September 1986 im Erzbistum Siena-Colle di Val d’Elsa-Montalcino aufging.
Im Frühjahr 2007 kam es zu Protesten gegen den Bau einer Moschee mit Minarett. Nach jahrelangen Polemiken, die auch außerhalb Italiens bekannt wurden und an denen sich unter anderem Oriana Fallaci und Mario Borghezio beteiligten, wurde am 25. Oktober 2013 auf einem Gelände außerhalb des Stadtzentrums die Moschee von Colle di Val d’Elsa eingeweiht.

## Bauwerke und Baudenkmäler

### Colle alto

#### Castello

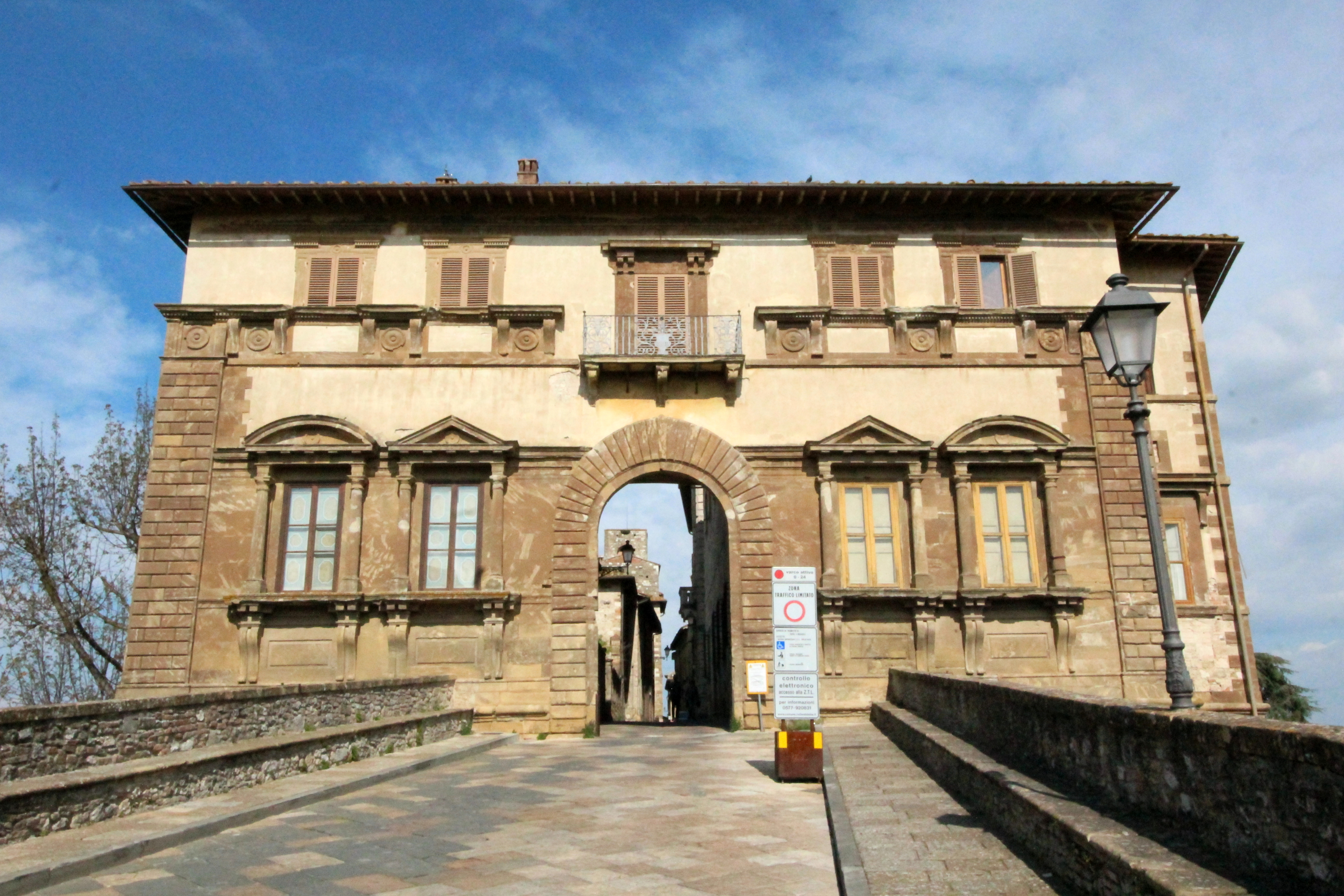
Palast und Zugangstor zu Colle alto, der Palazzo Campana

- Concattedrale dei Santi Alberto e Marziale (Dom). Das 1603 durch den Architekten Fausto Rughesi begonnene Bauwerk entstand auf der im 12. Jahrhundert errichteten Cappella di San Salvatoris de Colleveteri und späteren Pieve dei Santi Salvatore ed Alberto. Enthält 1690 entstandene Fresken von Giuseppe Nicola Nasini sowie Werke von Deifebo Burbarini, Rutilio Manetti, Mino da Fiesole, Astolfo Petrazzi, Pietro Tacca, Ottavio Vannini (Leinwandbild Ultima Cena, 1636 entstanden).
- Santa Maria in Canonica, erstmals 1183 dokumentierte Kirche in Colle Alta. Enthält Werke von Pier Francesco Fiorentino (Fresko Dio Padre Benedicente und Altarbild Madonna col Bambino e i Santi Giovanni Battista, Lorenzo, Marco e Nicola).
- Casa-torre di Arnolfo di Cambio, Geschlechterturm und Geburtshaus von Arnolfo di Cambio in der Via del Castello.
- Palazzo Campana, Palast über der Via del Castello mit zugehöriger Brücke (Ponte Campana). Wurde um 1536 durch Baccio d’Agnolo errichtet und ist einem Stadttor ähnlich.
- Palazzo del Comune, auch Palazzo dei Priori genannt, Gebäude aus dem 13. Jahrhundert, beherbergt heute das Museum Museo civico e d’arte sacra di Colle di Val d’Elsa, in dem sich Werke des Badia-a-Isola-Meisters (Madonna col Bambino e angeli, auch Maestà genannt, stammt aus der Kirche Abbazia dei Santi Salvatore e Cirino in Abbadia a Isola (Monteriggioni)) sowie von Lorenzo di Bicci (Madonna con Bambino e Santi, Crocifissione di Cristo, stammt aus der Kirche Chiesa di San Giusto a Villore in Poggibonsi), Alessandro Casolani, Cennino Cennini, Segna di Bonaventura, Pier Francesco Fiorentino, Sebastiano Folli, Ridolfo Ghirlandajo (Compianto su Cristo morto), Bernardino Mei und Ventura Salimbeni befinden.
- Palazzo del Podestà, auch Palazzo Pretorio genannt, ehemaliges Rathaus aus dem 14. Jahrhundert. Beheimatet heute das Museo Archeologico, das Antiquarium Etrusco “Ranuccio Bianchi Bandinelli” und ist Sitz der Gruppo Archeologico Colligiano.
- Palazzo Buonaccorsi, 16. Jahrhundert, Via del Castello 21.[10]
- Palazzo Dini, 16. Jahrhundert, Via del Castello 47.[10]
- Palazzo Giusti, 16. Jahrhundert, Via del Castello 38.[10]
- Palazzo Luci, 16. Jahrhundert, Via del Castello 3.

#### Borgo

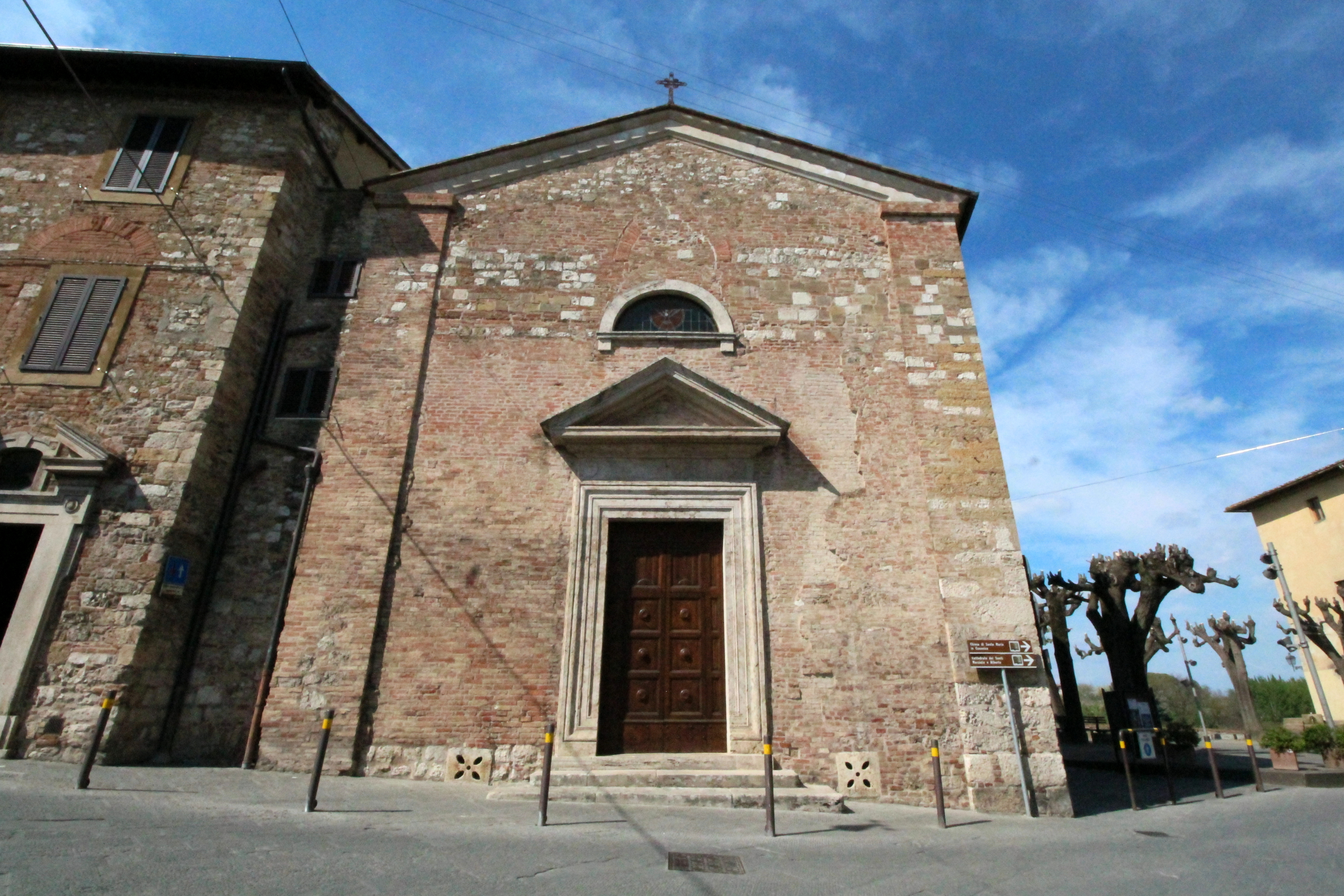
Santa Caterina d’Alessandria, Kirche im Borgo

- San Pietro, mit anliegendem Kloster Monastero delle Oblate agostiniane, wurde im ersten Jahrzehnt des 16. Jahrhunderts von Pietro Usimbardi fertiggestellt. Enthält die Werke „Assunzione della Madonna“, „San Nicola di Bari“ und „San Carlo“.[11]
- Santa Caterina, Kirche, die im 13. Jahrhundert erstmals erwähnt wurde.[11] Die heutige Erscheinungsform stammt aus dem 18. Jahrhundert.[5] Enthält eine Skulpturenreihe aus glasiertem Terrakotta aus dem 16. Jahrhundert von Zaccaria Zacchi.[11] Die Kirche ist der Katharina von Alexandrien geweiht.[5]
- Oratorio della Compagnia della Santa Croce, entstand als Compagnia della Santa Croce im 17. Jahrhundert und liegt linksseitig der Kirche Santa Caterina.[10]
- Palazzo Alessi (heute Palazzo Salvetti), 16. Jahrhundert, Via Gracco del Secco 5.[10]
- Palazzo Apolloni (Palazzo Somerau ex Apolloni Savolini), 17. Jahrhundert, Via Campana 16.[10]
- Palazzo Buoninsegni, 17. Jahrhundert, Via Campana 35.[10]
- Palazzo Ceramelli, Via Campana 12.[10]
- Palazzo Pacini, 16. Jahrhundert, Via Gracco del Secco 79.[10]
- Palazzo Renieri di Sotto, heutiges Rathaus, Via Campana 18.
- Palazzo Usimbardi (auch Palazzo di Giustizia[10]), 16. Jahrhundert, Via del Gracco del Secco 22.
- Porta Nova, auch Porta Salis, Solis oder Volterrana genannt, Stadttor aus dem 15. Jahrhundert, dass das ältere Porta Selva ersetzte. Die Planungen dazu werden Giuliano da Sangallo zugeschrieben.
- Convento di San Francesco, 1229 erstmals erwähnter Konvent der Franziskaner kurz außerhalb der Stadtmauern. Enthielt die Werke San Ludovico di Tolosa e San Francesco von Lippo Memmi, Madonna con Bambino von Sano di Pietro und Madonna con Bambino con i Santi Domenico e Francesco von Pier Francesco Fiorentino, die sich heute in der Pinacoteca Nazionale di Siena befinden. Bei Restaurierungsarbeiten 1992 fanden sich Fresken von Cennino Cennini und Pier Francesco Fiorentino wieder.

### Colle basso
- Chiesa di Sant’Agostino, 1305 entstandene und 1531 nach Plänen von Antonio da Sangallo der Ältere veränderte Kirche im gotischen Stil. Enthält unter anderem die Werke Madonna col Bambino von Taddeo di Bartolo, Deposizione e santi (1519 entstanden) von Ridolfo Ghirlandaio und Pietà e Santi von Ludovico Cigoli.[11]
- Beata Vergine del Renaio, Kirche, die im 16. Jahrhundert entstand und nahe der Kirche von Santa Maria a Spugna liegt.[12]
- Abbazia di San Salvatore a Spugna, Abtei aus dem 12. Jahrhundert, heute mehrfach umgebaut und als Fattoria genutzt.[6]
- Ponte di Spugna, auch Ponte di Arnolfo[6], ehemalige Brücke über den Elsa zwischen der Abbazia di San Salvatore a Spugna und Santa Maria a Spugna. Wird heute als Neubau für den Verkehr genutzt.
- Porta Guelfa, Stadttor der Befestigungen von Colle bassa.[6]
- Santa Maria a Spugna, Kirche aus dem 10. Jahrhundert, die im 18. Jahrhundert verändert wurde.[6]
- Banca del Monte dei Paschi di Siena, 1973 durch Giovanni Michelucci entstandenes Bankhaus der Banca Monte dei Paschi di Siena, das durch die Restaurierung einer alten Glasfabrik entstand.

### In den Ortsteilen

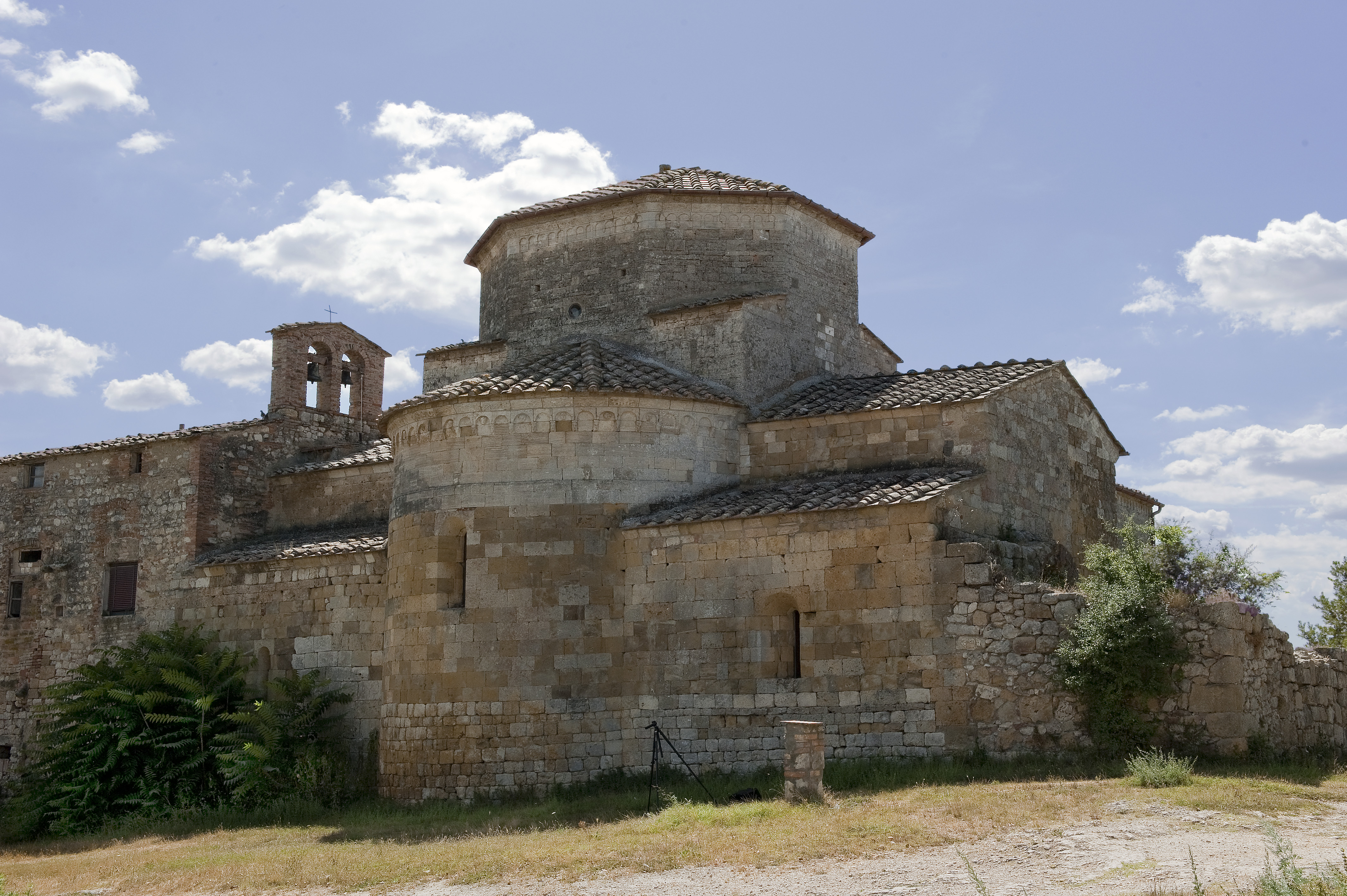
Apsis der Abtei Abbazia di Santa Maria Assunta a Conèo

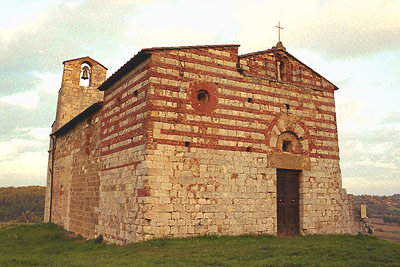
Die romanische Kirche Pieve dei Santi Ippolito e Cassiano

- San Niccolò (Niccolò e Caterina), Kirche im Ortsteil Bibbiano.[13]
- San Michele Arcangelo, Kirche in Borgatello, die erstmals im 12. Jahrhundert erwähnt wurde.[14]
- San Giorgio, Kirche in Buliciano.
- San Bartolomeo, Kirche im Ortsteil Campiglia dei Foci, die erstmals im 13. Jahrhundert erwähnt wurde.[15]
- Santi Biagio e Anna, Kirche in Collalto.
- Abbazia di Santa Maria Assunta a Conèo, Abtei aus dem 11. Jahrhundert an der Via Francigena. Ortsteil Conèo.[11]
- Pieve dei Santi Ippolito e Cassiano a Conèo, erstmals 972 dokumentierte Pieve nahe Conèo.
- Santa Maria delle Nevi, Kirche bei Fabbricciano.
- San Marziale, Kirche in Gracciano.
- San Martino, Kirche in Lano.
- Santuario di Santa Maria delle Grazie, Sanktuarium im Ortsteil Le Grazie. (16. Jahrhundert), entstand wahrscheinlich über einer älteren Struktur.[16]
- Santa Maria Assunta, Kirche in Mensanello aus dem späten 13. Jahrhundert. Wurde im 19. Jahrhundert vergrößert und im 20. Jahrhundert erneuert.[17]
- San Pietro (heute San Giovanni)[18], romanische Kirche in Montegabbro[19][20]
- San Michele, romanische Kirche in Onci.[19]
- Santi Jacopo e Filippo, Kirche im Ortsteil Quartaia. Entstand 1356 als Kirche San Cerbone und wurde später umbenannt zu Jacopo und Filippo.[21]
- San Biagio, Kirche nahe Sant’Andrea.
- Sant’Andrea, Kirche im Ortsteil Sant’Andrea. Wurde erstmals am Anfang des 11. Jahrhunderts erwähnt und wurde im 18. Jahrhundert restauriert.[22]

### Weitere

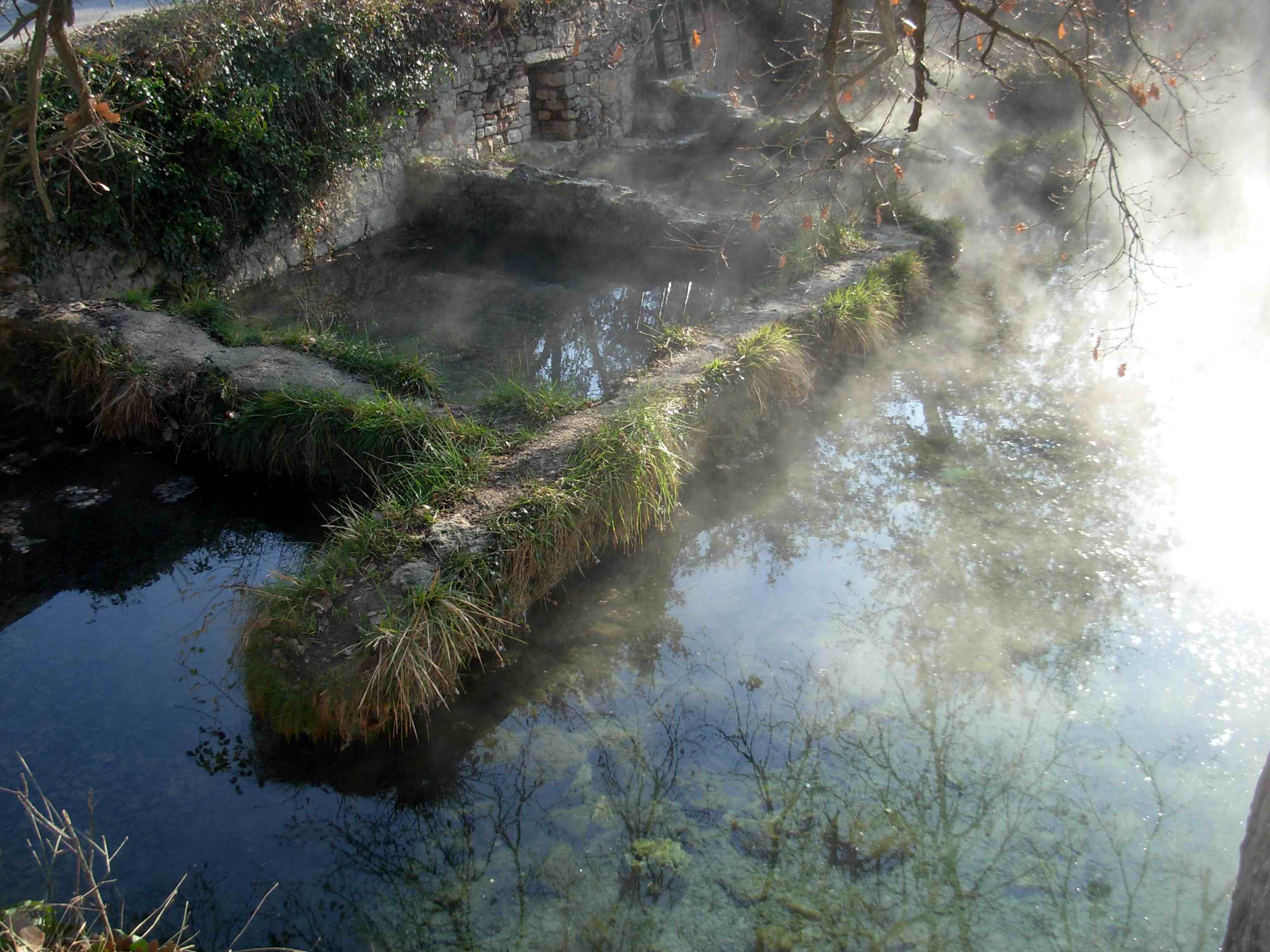
Le Caldane, Thermalquellen

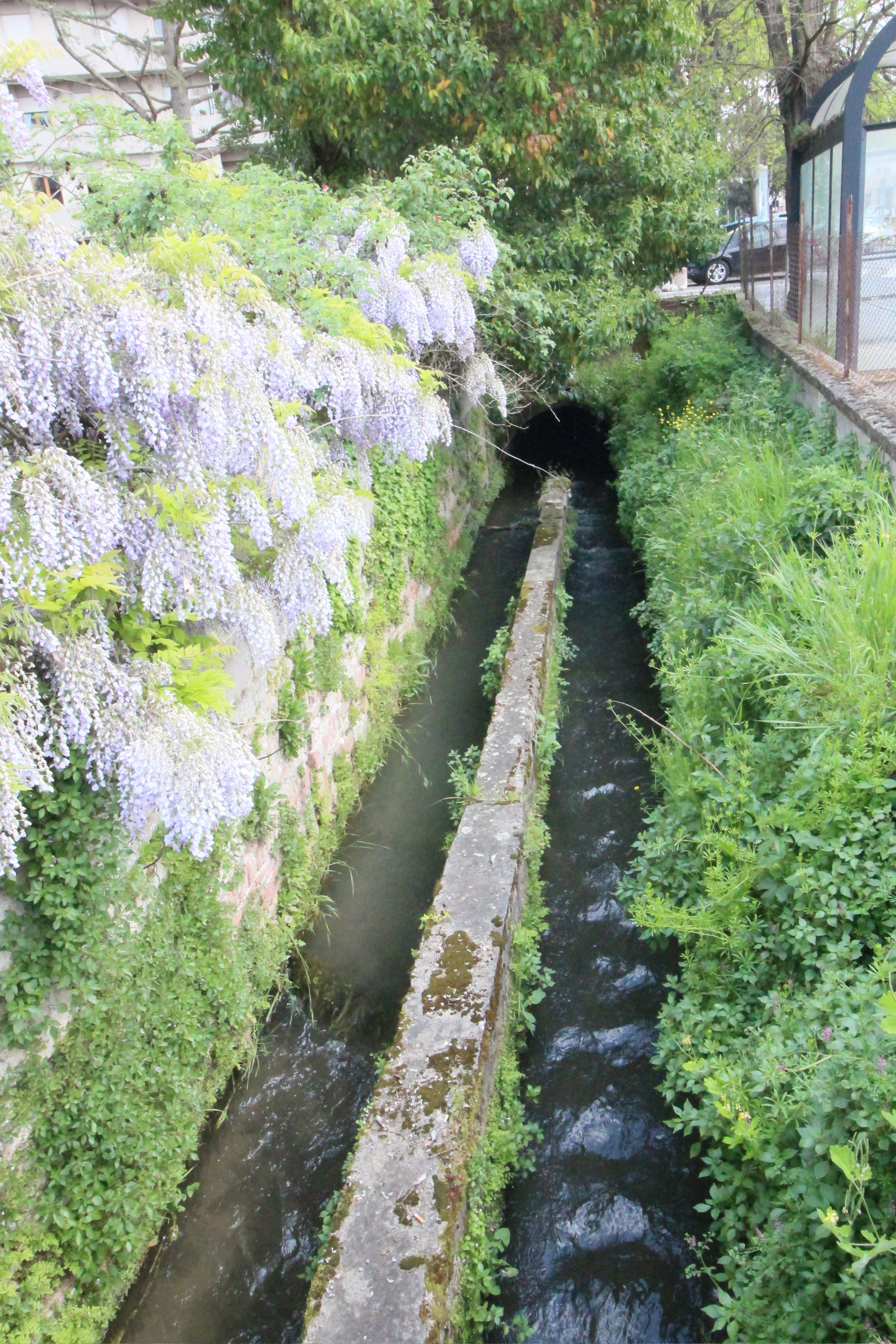
Le Gore, Kanalsystem

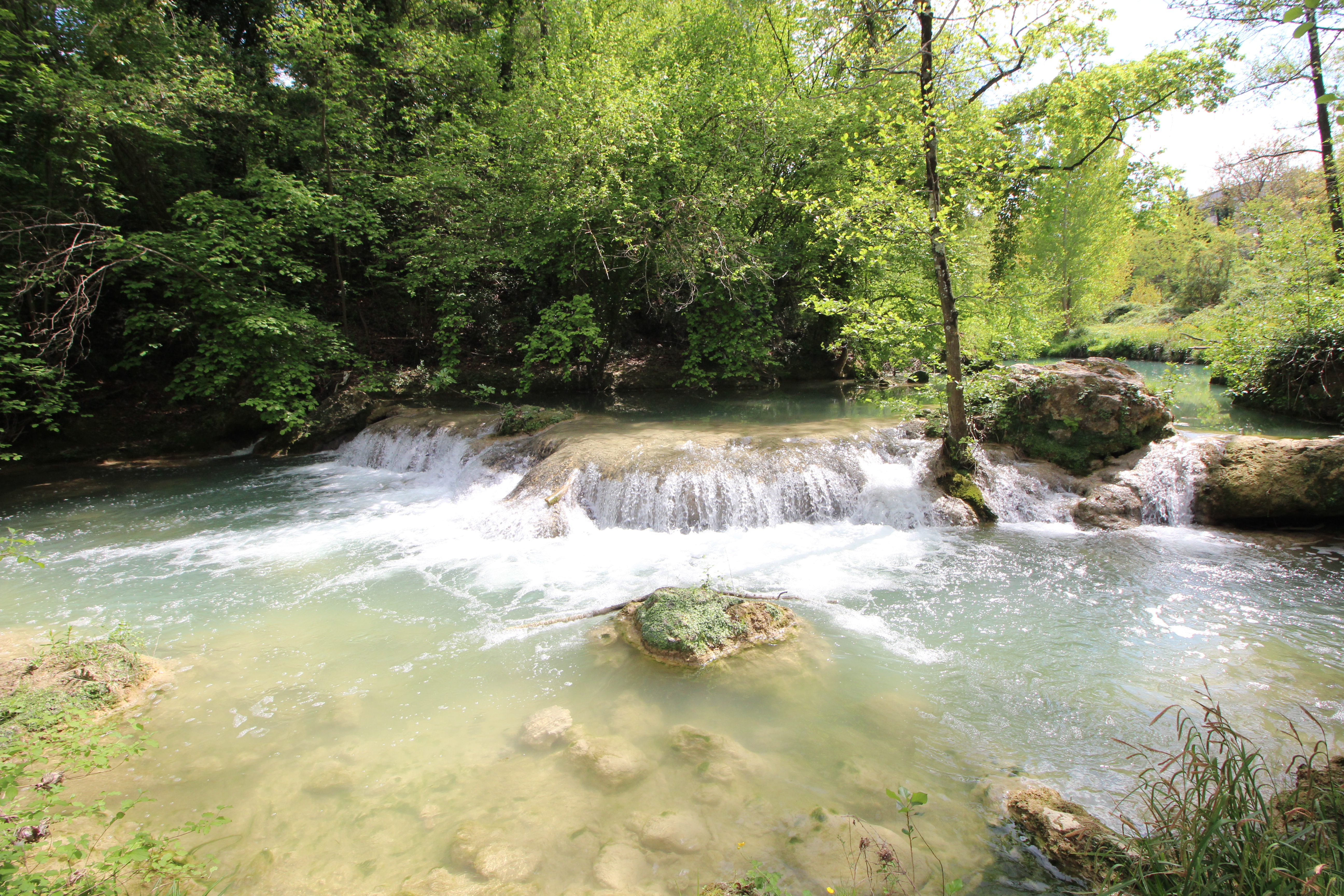
Der Fluss Elsa im Parco Fluviale dell’Alta Val d’Elsa

- Le Caldane, Thermalquelle südlich von Gracciano dell’Elsa, die schon von den Etruskern benutzt wurde. Wurde 1260 von Siena zerstört und 1440 wiederhergestellt.[23]
- Gore di Colle di Val d’Elsa, künstliches Kanalsystem zur Wasserversorgung der Stadt. Entstand im 13. Jahrhundert und beginnt an der Brücke Ponte di San Marziale. Hier, an der Steccaia und Callone Reale genannten Stelle, werden die Wasser des Elsa abgeleitet und in den Hauptkanal Gora Maestro geführt.[24]
- Parco Fluviale dell’Alta Val d’Elsa, Naturpark entlang der Elsa.[25] Verläuft von der Brücke Ponte di San Marziale (südlichster Punkt des Weges) bis zur Brücke Ponte di Spugna (nördlichster Punkt).
- Ponte di Santa Giulia, Brücke an der Gabelung nach Monteriggioni und Casole d’Elsa.
- Necropoli di Dometaia, etruskische Nekropole bei Dometaia. Die meisten Fundstücke der Grabstätten befinden sich heute im Museo Archeologico Ranuccio Bianchi Bandinelli im Palazzo Pretorio.[26]

## Kultur

### Museen
- Kristallmuseum (Museo del Cristallo) in Colle basso.[27]
- Archäologisches Museum „Ranuccio Bianchi Bandinelli“ (Museo Archeologico „Ranuccio Bianchi Bandinelli“) im Palazzo Pretorio.[28]
- Museum San Pietro, vorher: Museum für Stadtgeschichte und Sakrale Kunst (Museo San Pietro, vorher: Museo Civico e Diocesano d’Arte Sacra) im Palazzo dei Priori bzw. Palazzo del Comune.[29]

### Theater
- Teatro dei Varii, 1762 durch den Architekten Antonio Galli da Bibiena entstandenes Theater mit ca. 200 Plätzen in der Via del Castello 64. Wurde von 1982 bis 1991 restauriert.[30]
- Teatro del Popolo, 1928 durch Gino Gérard entstandenes Theater, wurde 1971 und 1996 (von Piero Guicciardini und Marco Magni) restauriert und bietet 855 Besuchern Platz.[31]

## Sport
- Der 1922 gegründete Fußballverein Colligiana spielte mehrere Jahre in der fünftklassigen Serie D und in der viertklassigen Lega Pro Seconda Divisione. Zurzeit tritt der Verein in der viertklassigen Serie D an und spielt seit 1982 im Stadio Gino Manni in der Via Liguria. Das Stadion diente zudem einige Jahre dem AC Siena (bis 2014) als Trainingsplatz.

## Wirtschaft
Der Ort ist das Zentrum der italienischen Kristallglasindustrie und hat einen Anteil von 15 % an der Weltproduktion.

## Verkehr
- Die Anschlussstellen Colle di Val d’Elsa Nord und Colle di Val d’Elsa Sud liegen an der RA3, die Florenz mit Siena verbindet.
- Ab 1885 war Colle di Val d’Elsa über die Eisenbahnlinie Poggibonsi-Colle Val d’Elsa an die Strecke von Empoli nach Chiusi angeschlossen. 1982 wurde der Personenverkehr eingestellt, 1993 die Strecke abgebaut.
- Bei Colle di Val d’Elsa gibt es einen kleinen Flugplatz (Aviosuperficie Mensanello) für die Allgemeine Luftfahrt.

## Söhne und Töchter der Stadt
- Romano Bilenchi (1909–1989), Journalist und Schriftsteller
- Arnolfo di Cambio (1240/45–1307/10), Architekt und Bildhauer
- Cennino Cennini (ca. 1370–1440), Maler
- Giovanni De Vivo (1940–2015), römisch-katholischer Bischof von Pescia
- Daniele Righi (* 1976), Radrennfahrer
- Tarquinia Tarquini (1882–1976), dramatische Sopranistin

## Colle di Val d’Elsa in der Literatur
Der Ort und die Schlacht von Colle wird von Dante in der Göttlichen Komödie im zweiten Teil (Purgatorio, 13. Gesang, Zeilen 115–118) erwähnt:
Als nah’ bei Colle meine Landsgenossen
Den kampfbereiten starken Feind erreicht;
Da bat ich Gott um das, was er beschlossen.
Drauf wird ihr Heer geschlagen und entweicht.
(Streckfuß-Übersetzung)